# Distichophora crassimana
Distichophora crassimana är en tvåvingeart som beskrevs av Schmitz 1939. Distichophora crassimana ingår i släktet Distichophora och familjen puckelflugor. Inga underarter finns listade i Catalogue of Life.